# Соколув-Малопольски
Соко́лув-Малопо́льски (пол. Sokołów Małopolski), ранее Соколув — город в Польше, входит в Подкарпатское воеводство, Жешувский повят. Имеет статус городско-сельской гмины.
Город занимает площадь 15,55 км². По данным на 31 декабря 2012 года, в городе проживает 4028 человек (1951 мужчина и 2077 женщин).
Расположен примерно в 22 км к северу от города Жешув. Через город проходит национальная автодорога S19.